# Мікіцин
Мікіцин (пол. Mikicin) — село в Польщі, у гміні Ясвіли Монецького повіту Підляського воєводства.
Населення — 641 особа (2011).
У 1975-1998 роках село належало до Білостоцького воєводства.

## Демографія
Демографічна структура станом на 31 березня 2011 року:
|          | Загалом | Допрацездатний вік | Працездатний вік | Постпрацездатний вік |
| -------- | ------- | ------------------ | ---------------- | -------------------- |
| Чоловіки | 325     | 60                 | 226              | 39                   |
| Жінки    | 316     | 79                 | 161              | 76                   |
| Разом    | 641     | 139                | 387              | 115                  |